# Alakince
Alakince (cirill betűkkel Алакинце) egy falu Szerbiában, a Pcsinyai körzetben, Surdulica községben.

## Népesség
- 1948-ban 607 lakosa volt.
- 1953-ban 651 lakosa volt.
- 1961-ben 681 lakosa volt.
- 1971-ben 705 lakosa volt.
- 1981-ben 1 008 lakosa volt.
- 1991-ben 1 394 lakosa volt
- 2002-ben 1 503 lakosa volt,[1] akik közül 1 409 szerb (93,74%), 32 bolgár, 5 jugoszláv, 1 macedón, 1 szlovák, 36 ismeretlen.[2]